# Dornier Do 27
Il Dornier Do 27 è un monomotore da trasporto leggero ad ala alta con capacità STOL sviluppato dall'azienda aeronautica tedesca Dornier GmbH in collaborazione con la spagnola Construcciones Aeronáuticas, S.A. (CASA) nei primi anni cinquanta.
Caratterizzato da un'ala alta a sbalzo, un carrello triciclo posteriore e da un'ampia cabina a cinque-sei posti, pilota compreso, venne realizzato per offrire sia al mercato dell'aviazione generale che a quello militare un sostituto del Dornier Do 25, riscuotendo un ottimo successo commerciale, acquistato da numerose aeronautiche militari mondiali che lo utilizzarono come aereo da collegamento.

## Impiego operativo

### Europa
La Kypriaki Stratiotiki Aeroporia, l'aeronautica militare di Cipro, ha radiato tutti i suoi Do 27.

### Africa
La South African Air Force operò con due esemplari nel periodo 1958 - 1967.

### Aviazione generale

#### Italia
Un ridottissimo numero di esemplari civili fu impiegato anche da operatori italiani. Il primo, immatricolato I-LYFT, arrivò a metà anni sessanta e dotato di gancio di traino, fu per un breve periodo impiegato per traino alianti sull'aeroporto di Calcinate del Pesce (Varese) dal Centro Studi Volo a Vela Alpino. Un altro, immatricolato I-MAUR, era di base all'aeroporto di Roma-Urbe dove era impiegato come aereo privato.

## Utilizzatori

### Governativi
Turchia
- General Command of Mapping

### Militari
Angola
- Força Aérea Nacional Angolana

 Belgio

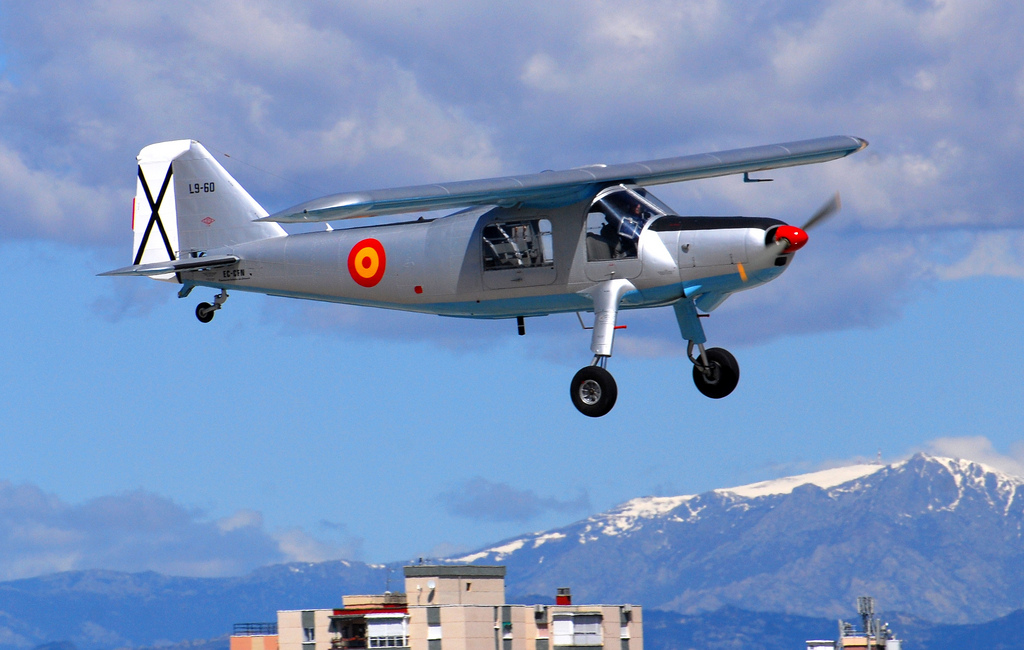
Un Do 27 dell'Ejército del Aire.

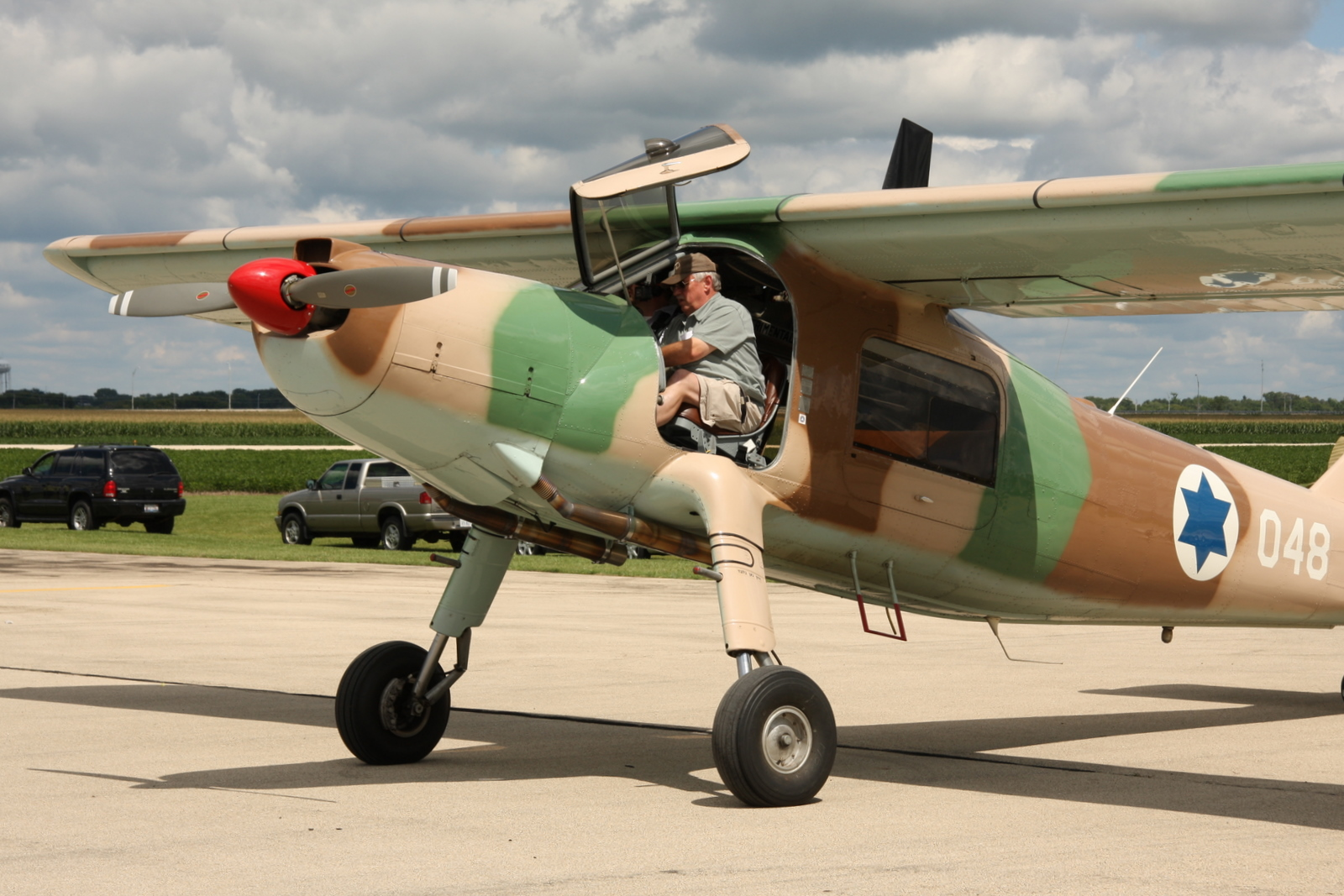
Dornier Do 27, Heyl Ha'Avir

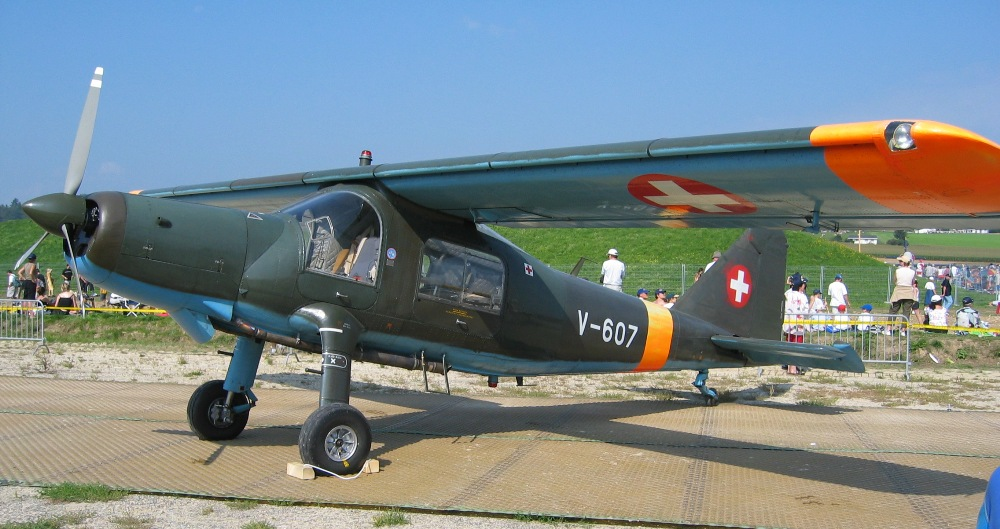
Un Do 27 delle Forze aeree svizzere.

- Componente terrestre dell'armata belga

 Belize
- Belize Defence Force

 Burundi
- Armée Nationale du Burundi

1 Do.27Q-4 consegnato ed in servizio all'agosto 2017.
 Cipro
- Kypriaki Stratiotiki Aeroporia

 Rep. del Congo
 Germania
- Luftwaffe
- Heer
- Deutsche Marine

 Guinea-Bissau
- Forze armate del Guinea-Bissau

 Israele
- Heyl Ha'Avir

 Lesotho
- Lesotho Defence Force

 Malawi
- Forze armate del Malawi

 Mozambico
- Forze armate del Mozambico

 Nigeria
 Portogallo
- Força Aérea Portuguesa

 Ruanda
 Sudafrica
- South African Air Force

 Spagna
- Ejército del Aire

 Sudan
 Svezia
- Svenska armén

 Svizzera
- Forze aeree svizzere

 Turchia
- Türk Kara Kuvvetleri
- Jandarma Genel Komutanlığı